# Cinémathèque d'images de montagne
 (juin 2014).
La Cinémathèque d'images de montagne, en abrégé la CIM, est un fonds d'archive des films amateurs et de documentaires professionnels sur l'alpinisme et la montagne, principalement français. Elle est située à Gap (département des Hautes-Alpes, France) et constituée sous la forme d'une association loi de 1901.

## Historique
La cinémathèque est créée en 1996, sous la responsabilité de Gilles Charensol.

## Fonds
Les fonds sont constitués de films amateurs et de documentaires professionnels relatifs à la montagne : sports de montagne, aménagement du territoire (par exemple, un film évoque la construction du barrage de Serre-Ponçon) et vie quotidienne en montagne. Les sports concernés vont des traditionnels alpinisme et skis (ski alpin, de fond, etc.), aux courses en chien de traîneau, en passant par les sports d'eau vive comme le rafting ou le canoë-kayak.
Ils sont généralement, mais pas exclusivement, tournés en France ou par des alpinistes français.
En juillet 2013, le fonds comprenait 581 déposants et 8 900 films conservés. En 2010, le fonds disposait de 6 300 films.
Plusieurs alpinistes professionnels français ont déposé des fonds :
- René Desmaison, alpiniste français, né le 14 avril à Bourdeilles et mort en 2007. Il était un alpiniste de haut niveau et a notamment escaladé les Alpes, l'Himalaya et les Andes ;
- Patrick Vallençant, né le 9 juin 1946 à Lyon et mort accidentellement en 1989. Skieur et alpiniste français, pionnier du ski alpin ;
- Guido Magnone, né le 22 février 1917 à Turin en Italie et mort en 2012. Alpiniste et sculpteur français. Après ses études artistiques à l'école des beaux-arts, il découvre la montagne et devient rapidement l'un des meilleurs grimpeurs de sa génération ;
- Lionel Terray, alpiniste français né le 25 juillet 1921 à Grenoble et mort en 1965 aux arêtes du Gerbier dans le massif du Vercors (France). En 1950, il participa à l'expédition française dans l'Annapurna, première conquête d'un sommet de plus de 8 000 mètres. L'un de ses films est Les danses de Tami, tourné dans l'Himalaya, qui évoque la vie et les mœurs des Sherpas.

Micheline Rambaud, cinéaste de l'expédition féminine de 1959 au Népal, a confié à la Cinémathèque d'images de montagne la numérisation et la diffusion de son film Voyage sans retour qui en retrace le déroulement.
Les personnes dépositaires gardent la jouissance de l’entièreté de leurs droits d'auteur.

## Événements
Des projections itinérantes sont organisées sur les départements des Hautes-Alpes et des Alpes-de-Haute-Provence.
Depuis 2006, les « Mercredis du Royal » proposent des soirées sur le thème de la montagne à l'espace culturel du Royal à Gap.
La Cinémathèque d'images de montagne et la maison de la montagne de Grenoble coorganisent depuis 2009 les rencontres du cinéma de montagne au Quattro à Gap. La cinquième édition en 2013 réunit 7 200 personnes sur les trois jours de projection.